# Morango-abacaxi

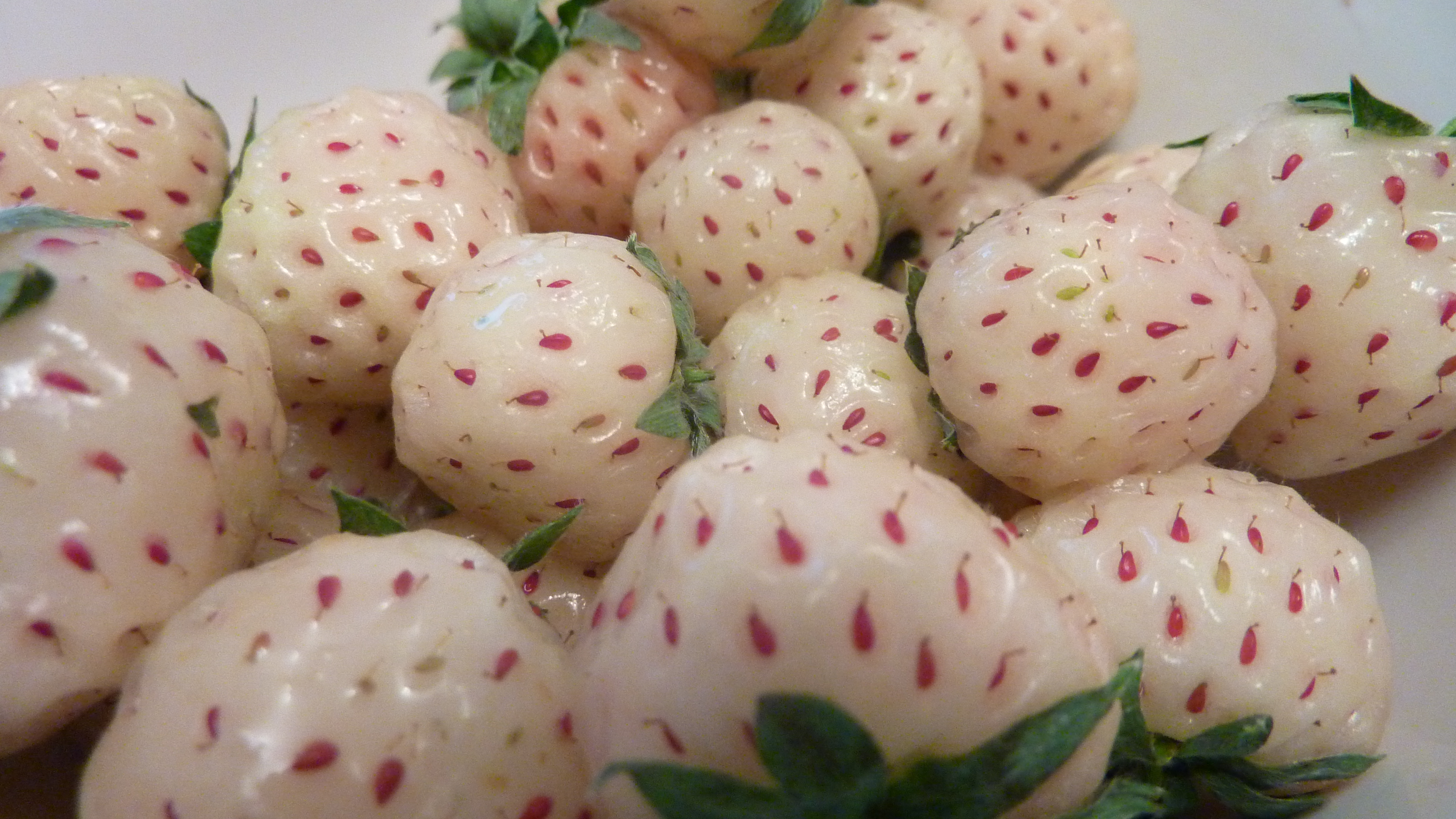
Pineberries

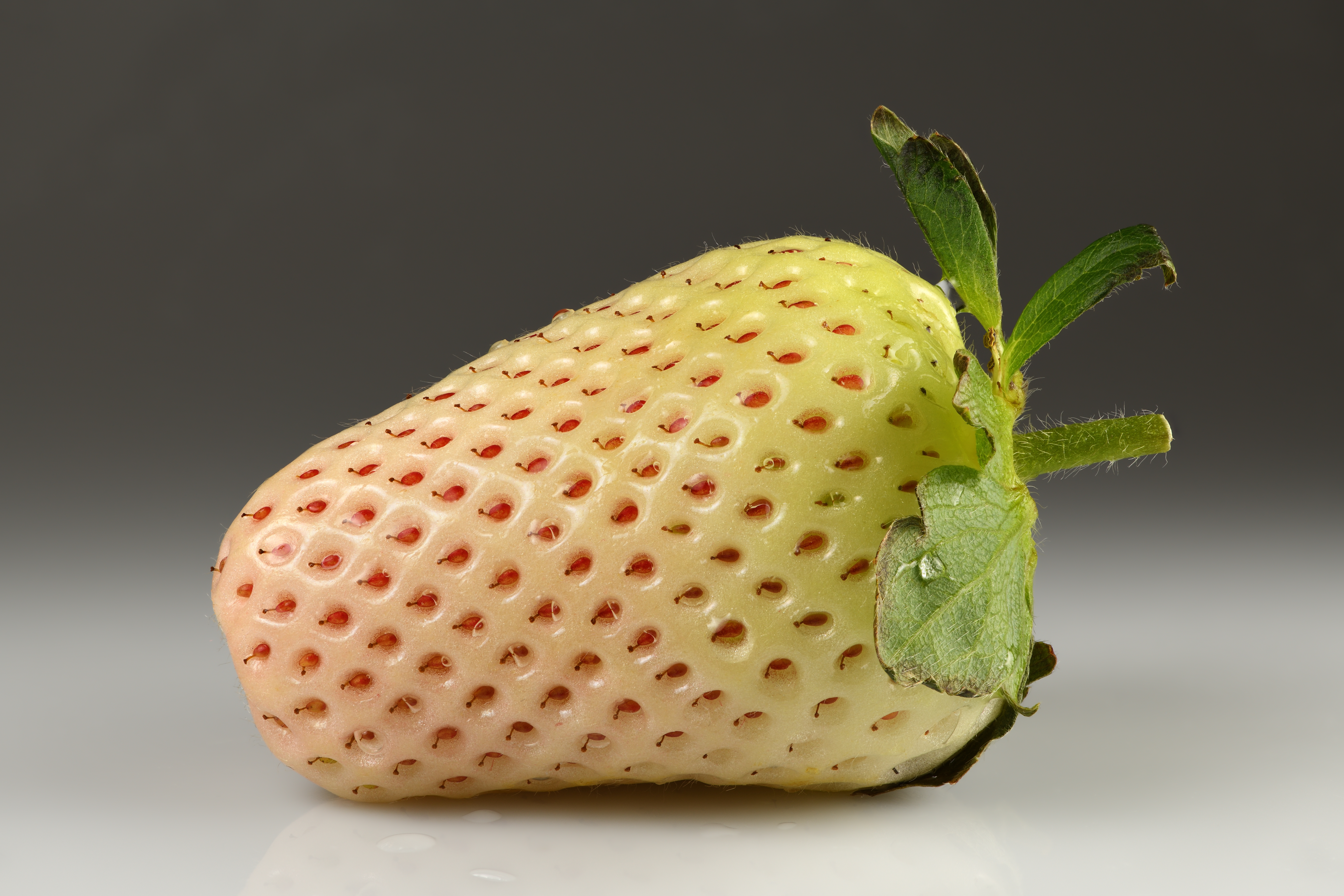
'Florida Pearl'

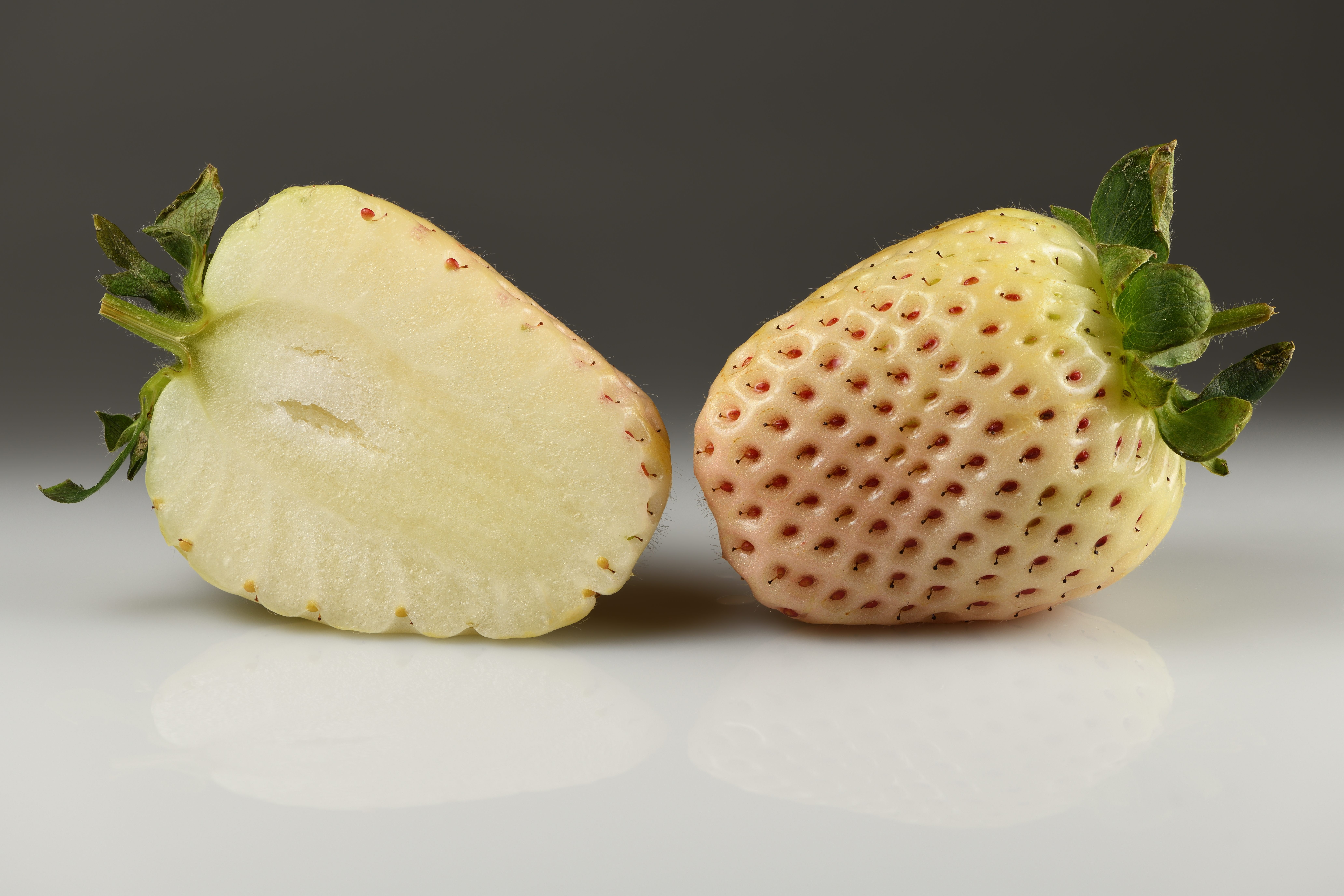
Metade e inteiro

O pineberry (ou, numa tradução livre, morango-ananás ou morango-abacaxi; do inglês "pineapple", ananás, e "strawberry", morango) é um cultivar do morango surgido na Alemanha em Abril de 2009 com o nome ananaserdbeere. É um híbrido da espécie Fragaria chiloensis Sul-Americana e da Fragaria virginiana, Norte-Americana. A tonalidade do mesocarpo varia entre branco claro e cor-de-laranja e tem um aroma intenso com um subtil sabor a ananás. A planta é resistente a doenças, mas não é muito lucrativa.
O fruto adotou o nome pineberry quando chegou ao mercado do Reino Unido.
Morangos brancos não são algo inédito, lojas de jardinagem no Reino Unido têm outras variedades brancas de morango disponíveis, como a White Soul e a White Delight.
Os pineberries foram cultivados a partir de morangos selvagens oriundos da América do Sul, mas quase extintos até 2003, quando um grupo de agricultores alemães se juntou para salvar a planta. O pineberry, curiosamente, tem uma cor inversa à do morango comum: quando maduro é quase completamente branco, salvo as sementes que são vermelhas. Um pineberry é, no entanto, de dimensões menores que um morango comum, medindo entre 15 e 23 mm. Os pineberries começam por ser bagas esverdeadas, depois tornam-se ligeiramente mais claras. Quando as suas sementes se tornam vermelhas, o fruto diz-se maduro.